# Шалль, Рудольф Самуилович
Рудольф Самуилович Шалль (1872 или 1873 или 1874—8 февраля 1938) — мещанин, гласный Ново-Николаевской городской думы, временно исполняющий обязанности городского головы Ново-Николаевска (декабрь 1913—март 1914, апрель—май 1914), член Управы Ново-Николаевска (1915), заместитель директора Ново-Николаевского Общественного банка (1917), последний городской голова Ново-Николаевска (ноябрь—декабрь 1919), фотограф.

## Биография
Рудольф Самуилович Шалль родился в 1872 году. Исповедовал лютеранство. Окончил городское училище. В городе Ново-Николаевске появился в 1897 году и был в числе первых 27 лютеран, прибывших в город.

### Карьера
Принимал активное участие в общественной жизни Ново-Николаевска. Был гласным Думы, позднее стал членом думской Управы. Два раза был временно исполняющим обязанности городского головы Ново-Николаевска — с декабря 1913 по март 1914 года замещал Владимира Жернакова, с апреля по май 1914 года — Алексея Беседина.
10 декабря 1913 года, в период первого временного исполнения обязанностей городского головы, подписал решение «Об участии города Ново-Николаевска в Международной выставке городов, в Лионе, во Франции». 20 января 1914 года, во время второго замещения городского головы Ново-Николаевска, подписал резолюцию «По вопросу об открытии с 1 июля 1914 года 3-го класса в мужской Правительственной гимназии».
В мае 1917 года занял должность товарища (заместителя) директора Ново-Николаевского Общественного банка.
В ноябре 1919 года был избран городским головой, но в ночь с 13 на 14 декабря в город вошла Красная Армия, и уже 19 декабря 1919 года по предписанию Революционного комитета Шалль был вынужден передать всё имущество, городские предприятия Ново-Николаевска, кассу и делопроизводство, включая штат служащих управы, новой власти.
15 декабря 1937 года был арестован. Осужден 12 января 1938 по обвинению в участии в шпионско-диверсионной террористической организации, ст. 58 УК РСФСР. Расстрелян 8 февраля 1938. Реабилитирован 17 сентября 1957.

### Имущество и финансовые доходы
По состоянию на 1909 год всё имущество Рудольфа Шалля оценивалось в 1000 рублей. Имел в собственности несколько домов, в одном из которых (на пересечении Вокзальной и Надеждинской улиц) проживал, остальные сдавал в аренду. В 1912 году сдал в аренду один из домов лазарету военного ведомства, заработав 2700 рублей за год.
После смещения с должности городского головы семнадцать лет работал фотографом, организовав в собственном доме фотоателье.